# اسامی ایزدان آب
اسامی ایزدان آب (انگلیسی: List of water deities) در بین فرهنگ‌ها و تمدن‌های مختلف به گونه‌های متفاوت بیان می‌شده‌است.
از جمله بریتانیا، آناهیتا، سمیرامیس، آتنا و مینرو ایزدبانوهای اساطیری در تمدن‌ها و فرهنگ‌های مختلف هستند.